# Oculus Go
Oculus Go（オキュラス・ゴー）は、Reality Labs（旧Oculus VR）が2018年に発売したスタンドアローン型のバーチャルリアリティ向けヘッドマウントディスプレイ。他社のVRヘッドマウントディスプレイよりも低価格で販売している。従来のVRヘッドマウントディスプレイと違い、PCやスマートフォンとの接続を必要とせず、Oculus Go単体でVRが楽しめる。

## 概要
パソコンや接続ケーブルが不要で気軽にバーチャルリアリティの世界に入ることを主眼に置いた単独動作のVRヘッドセットのエントリーモデル。ヘッドセットのストラップは柔軟な調節が可能でフィット感を重視して作られた。また、通気性に優れた素材で構成される。最高級の品質を誇るレンズを採用。ヘッドセットの耳の部分にスピーカーを内蔵し、臨場感のあるサウンドを提供する。
セット内容は、VRヘッドセット、コントローラー（単三電池付属）、眼鏡スペーサー。同社のGear VRのアプリとの互換があり、ゲーム、ソーシャルアプリ、360度動画等、1,000本以上のコンテンツがある。モデルは記憶容量による2種類。2018年6月6日時点で32GB版が23,800円、64GB版が29,800円。

## ハードウェア

### ヘッドセット本体
重量は468 gで、上部には音量・電源ボタン、側面にはイヤホンジャックとマイクロUSB端子、Xiaomiのロゴがある。
3DoF（回転のみ）のトラッキングが可能で、ヘッドセットの装着を検知する近接センサーも搭載している。

### 付属コントローラー
アプリケーションやゲームなどを操作できる片手用の無線コントローラー。
丸い形のタッチパッドと3つのボタンがあり、項目の選択や、ホームへの移動などができる。
単三電池1本で駆動する。

## ソフトウェア
本体のみではセットアップできず、iOSまたはAndroidを搭載したスマートフォンにMeta Horizon（旧:Oculus）アプリをインストールする必要がある。
あらかじめインストールされているアプリケーションの他に、Oculusストアからゲームやコンテンツなどをダウンロードすることができる。